# Caroline van Gastel
Caroline van Gastel (Mannheim, 4 maart 1947) is een Nederlands actrice, theatermaakster en regisseuse.

## Loopbaan
Ze volgde een opleiding aan het Koninklijk Conservatorium in Brussel en bij Delia Salvi van de Actors Studio in Los Angeles. In 1980 richtte ze in Nederland een toneelgezelschap op samen met Frieda Pittoors en Simone Ettekove, Het Theatercollectief. Ze speelde o.a. bij Het Nationaal Toneel in Den Haag, de Theaterunie in Amsterdam, Théâtre National in Brussel en La Compagnia teatrale di Dario Fo en Franca in Milaan. Ze was in verschillende tv-series te zien in België en Nederland. Van Gastel werkte als regie-assistente en actrice, maar ook als "vertaalster on stage" met Franca Rame op tournee in Duitsland, Frankrijk, Denemarken en Engeland. Verder was ze regieassistente van Dario Fo bij de Nationale Opera in Amsterdam. 
Ze gaf les aan toneelscholen in België en organiseerde workshops waaruit ook enkele theaterproducties ontstonden. Ze bracht in 2004 de voorstelling "De Droom van Souliman" op de planken die werd uitgevoerd in vijf talen en met muzikanten en acteurs uit verschillende culturen. In 2005 startte ze samen met kinderen in Noord-India een interactief videoproject op, "Children Dance The World". Kinderen en jongeren uit India, Marokko, Italië en België wisselden hun ervaringen en cultuur uit, vaak vertaald in de vorm van dans en muziek. In 2010 maakte ze een voor TV5Monde een tv-reportage ("Straffe Thee") over de positie van vrouwen en meisjes in Oostelijk Marokko, en in 2017 een documentaire, Het Oog van de Gazelle voor TV5 Monde Afrique en RTBF La Trois. Ze werkte als vertaalster en vertaalde twee solotheaterstukken van Dario Fo naar het Vlaams. In 2017 vertaalde ze Dario Fo's roman uit 2013, De dochter van de Paus, naar het Nederlands. In 2017 trad ze op in Oujda, in het kader van een festival, met een solo geschreven door een Marokkaanse schrijfster. 

## Filmografie

### Films
- Mijn Franse tante Gazeuse (1996) - Tante Gazeuse

### Televisie
- Medisch Centrum West (1988-1994) - Vera Zomer

### Gastrollen
- Zeg 'ns Aaa (1988) - Lucia
- Ha, die Pa! - Hannie Jonas (Afl. Wie volgt...?, 1992)
- Pleidooi - rechter (1993)
- Spoed: Lobke (2002) - Diane
- Sedes & Belli: Partners (2002) - Margot Debaisseux

- Digitale Bibliotheek voor de Nederlandse Letteren: gast006
- Nederlandse Thesaurus van Auteursnamen: 069854661
- Virtual International Authority File: 291222228